# مجرم (فیلم ۱۹۹۹)
مجرم (انگلیسی: The Criminal) یک فیلم به کارگردانی جولیان سیمپسون محصول سال ۱۹۹۹ است.

## بازیگران
- استیون مکینتاش - Jasper Rawlins
- ادی ایزارد - Peter Hume
- ناتاشا لیتل - Sarah Maitland
- ایوان آتال - Mason
- هالی آیرد - Detective Sergeant Rebecca White
- برنارد هیل … Detective Inspector Walker
- اندرو تیرنان - Harris
- Jana Carpenter - Grace
- جاستین شولین - The Barker
- بری استرن - Noble
- Norman Lovett - Clive
- تیموتی بیتسون - Thomas
- ابیگل بلکمور -Barmaid
- متیو بلکمور - Guy
- اینگرید برادلی - Scantily dressed woman
- دنیل برکلبنک - Jonny
- Danny Edwards - Made-up Woman
- Amanda Foster - City type
- ایمون گیگن - Forensic
- Nick Holder - American tourist
- دیو هالند - City type
- Lisa Jacobs - Lucy
- Georgia Mackenzie - Maggie
- نایجل ویتمی